# ショウダウン!
『ショウダウン!』（Showdown!）は、アメリカ合衆国のブルース・ミュージシャンであるアルバート・コリンズ、ロバート・クレイ、ジョニー・コープランドの3人が1985年に連名で発表したスタジオ・アルバム。当時コリンズが契約していたアリゲーター・レコードから発売された。

## 解説
レコーディングには、フィーチャリング・アーティストである3名の他に、アルバート・コリンズのバック・バンドであったアイスブレイカーズのメンバー3名が参加した。本作は第29回グラミー賞において最優秀トラディショナル・ブルース録音賞を受賞した。
2011年、ギター・スリムのカヴァー「Something to Remember You By」をボーナス・トラックとして追加収録したリマスター盤がアメリカで発売されて、2012年には日本でもボーナス・トラックを含む紙ジャケット仕様のCDが発売された。

## 収録曲
1. T-Bone Shuffle (T-Bone Walker) – 4:54
2. The Moon Is Full (Gwen Collins) – 4:59
3. Lion's Den (Johnny Copeland) – 3:55
4. She's Into Something (Carl Wright) – 3:49
5. Bring Your Fine Self Home (J. Copeland) – 4:30
6. Black Cat Bone (Hop Wilson, Ivory Semien) – 4:54
7. The Dream (Bruce Bromberg, Robert Cray) – 5:28
8. Albert's Alley (Frank "Sonny" Scott) – 4:01
9. Blackjack (Ray Charles) – 6:26

### リマスター盤ボーナス・トラック
1. Something to Remember You By (Eddie "Guitar Slim" Jones) – 5:28

## 参加ミュージシャン
- アルバート・コリンズ - ボーカル、ギター、ハーモニカ
- ロバート・クレイ - ボーカル、ギター
- ジョニー・コープランド - ボーカル、ギター
- アレン・バッツ - オルガン
- ジョニー・B. ゲイデン - ベース
- ケイシー・ジョーンズ - ドラムス